# Imagine Asia
Imagine Asia (Hangul: 이매진아시아; tidigare känt som Wellmade Star M och Wellmade Yedang) är ett sydkoreansk underhållningsföretag som grundades 1976. Företaget är en agentur, tv-produktionsbolag, event management och konsertproduktionsbolag.

## Historia
Företaget grundades 1976 som tälttillverkaren  Banpo Industries. År 2000 ändrades namnet till Banpo Tech. Sex år senare gick företaget samman med Star M Entertainment under  namnet Star M. 
Några av företagets första artister var skådespelarna Shin Min-en, Jang Dong-gun och Hyun Bin. Bolaget noterades på KOSDAQ 2007. Året efter ändrades bolagets namn igen, denna gång till Wellmade Star M. Samtidigt flyttades huvudkontoret till Distriktet Gangnam, Seoul. 
År 2013 förvärvade förtaget skivbolaget Dream T Entertainment och året därpå fusionerades företaget med Yedang Company under namnet Wellmade Yedang.
År 2015, förvärvades ett av företagets dotterbolag 39 procent av aktierna i YMC Entertainment och det andra dotterbolaget,  Dream T Entertainment, förvärvade 41 procent av aktierna i samma bolag. Således blev YMC Entertainment majoritetsägare efter att ha köpt totalt 80 procent av aktierna. Samma år förvärvade företaget även Blue star entertainment.
I mars 2016 bytte Yedang Company officiellt namn till Banana Culture och Wellmade bytte i juni namn till Imagine Asia. Wellmade Yedang fortsatte som ett fristående bolag.